# Békéscsaba Raptors 2012
Questa voce raccoglie le informazioni riguardanti i Békéscsaba Raptors nelle competizioni ufficiali della stagione 2012.

## Divízió I 2012

### Stagione regolare
| 25 marzo 2012 1ª giornata | Budapest Titans | 27 – 7 | Békéscsaba Raptors |  |

| 8 aprile 2012 3ª giornata | Békéscsaba Raptors | 14 – 7 | Jászberény Wolverines |  |

| 6 maggio 2012 6ª giornata | Békéscsaba Raptors | 20 – 25 | Dunaújváros Gorillaz |  |

| 20 maggio 2012 7ª giornata | Szolnok Soldiers | 3 – 23 | Békéscsaba Raptors |  |

| 10 giugno 2012 9ª giornata | Békéscsaba Raptors | 31 – 0 | Eger Heroes |  |

### Playoff
| 1º luglio 2012 Semifinale | Budapest Titans | 20 – 30 | Békéscsaba Raptors |  |

| 14 luglio 2012 Pannon Bowl | Dunaújváros Gorillaz | 34 – 3 | Békéscsaba Raptors |  |

## Statistiche di squadra
| Competizione      | %Vittorie | In casa | In casa | In casa | In casa | In casa | In casa | In trasferta | In trasferta | In trasferta | In trasferta | In trasferta | In trasferta | Totale | Totale | Totale | Totale | Totale | Totale |
| Competizione      | %Vittorie | G       | V       | N       | P       | Pf      | Ps      | G            | V            | N            | P            | Pf           | Ps           | G      | V      | N      | P      | Pf     | Ps     |
| ----------------- | --------- | ------- | ------- | ------- | ------- | ------- | ------- | ------------ | ------------ | ------------ | ------------ | ------------ | ------------ | ------ | ------ | ------ | ------ | ------ | ------ |
| Stagione regolare | .600      | 3       | 2       | 0       | 1       | 65      | 32      | 2            | 1            | 0            | 1            | 30           | 30           | 5      | 3      | 0      | 2      | 95     | 62     |
| Playoff           | .500      | 0       | 0       | 0       | 0       | 0       | 0       | 2            | 1            | 0            | 1            | 33           | 54           | 2      | 1      | 0      | 1      | 33     | 54     |
| Totale            | .571      | 3       | 2       | 0       | 1       | 65      | 32      | 4            | 2            | 0            | 2            | 63           | 84           | 7      | 4      | 0      | 3      | 128    | 116    |